# Zoophobia (webcomic)
Zoophobia é uma webcomic publicada originalmente em 2012 por Vivienne Medrano, criadora das webséries Hazbin Hotel e Helluva Boss. Conta a história de Cameron, uma mulher que viaja para uma cidade chamada Safe Haven, habitada por diversas criaturas fantásticas.

## Sinopse
Cameron, uma jovem neurótica, é enviada para Safe Haven após implorar desesperadamente por uma vaga de emprego. Ela passa o resto da história tentando diminuir seu medo das criaturas (zoofobia) neste santuário interespécies, tentando se adaptar ao ambiente desconhecido em que adentrou.

## Personagens
- Alastor: um demônio cervo que mais tarde foi removido de ZooPhobia para ser colocado em Hazbin Hotel.
- Angel Dust: um demônio aranha que mais tarde foi removido de ZooPhobia para ser colocado em Hazbin Hotel.
- Arackniss: um demônio aranha e irmão de Angel que mais tarde foi removido de ZooPhobia para ser colocado em Hazbin Hotel.
- Autumn: um cervo que sempre briga com Rusty.
- Cameron ("Cam"): uma mulher humana que veio para Safe Haven por acidente. Ela é zoofóbica, com seu medo tornando difícil para ela se integrar à sociedade de Safe Haven. Ela é orientadora da Zoo Phoenix Academy (ZPA).
- Crymini: uma demônio hellhound que mais tarde foi removida de ZooPhobia para ser colocada em Hazbin Hotel.
- Damian: um demônio e o filho travesso de 666.
- Husk: um demônio gato que mais tarde foi removido de ZooPhobia para ser colocado em Hazbin Hotel.
- Henroin: um demônio aranha e pai de Angel que mais tarde foi removido de ZooPhobia para ser colocado em Hazbin Hotel.
- Izzy: um caçador de demônios que mais tarde foi removido de ZooPhobia para ser colocado em Hazbin Hotel.
- Jackson Wells ("Jack"): um chacal neurótico e supersticioso que foi amaldiçoado com má sorte por toda a eternidade. A maioria das pessoas o evita, temendo se machucar com seu azar, mas ele tem um pequeno grupo de amigos.
- JayJay ("JJ", "JiJi", "Blue Jay"): uma garota lobisomem que adora festas.

- Kayla: uma canguru que adora apresentações, é presidente de sua turma, aluna da ZPA e namorada de Zill.[6]
- Mimzy: um demônio que mais tarde foi removido de ZooPhobia para ser colocado em Hazbin Hotel.
- Molly: uma aranha humanoide e irmã de Angel que mais tarde foi removida de ZooPhobia para ser colocada em Hazbin Hotel.
- Nightengale: um membro do grupo de lobisomens de JayJay.
- Raven: um membro do grupo de lobisomens de JayJay.
- Reuben ("Rusty"): um golden retriever que age como um valentão.
- Robin: um membro do grupo de lobisomens de JayJay.
- Spam: uma raposa que adora música.
- Vaggie: uma demônio que mais tarde foi removida de ZooPhobia para ser colocada em Hazbin Hotel.
- Vanexa: uma gata roxa pessimista.
- Villa: uma demônio poodle que mais tarde foi removida de ZooPhobia para ser colocada em Hazbin Hotel.
- Zill: uma criatura de origem desconhecida. Zill é gentil e amigável com muitos, incluindo seu melhor amigo, Jack. Ele é namorado de Kayla.

- 666: líder do submundo e pai de Damian.

## Lançamento
Embora a história em quadrinhos tenha sido originalmente lançada em 2012, Medrano mencionou a criação de uma história em quadrinhos em dezembro de 2010. A história entrou em hiato por um período indefinido em novembro de 2016, supostamente porque Medrano queria se concentrar no desenvolvimento de Hazbin Hotel. Em abril de 2017, Medrano disse que a história em quadrinhos seria "reiniciada por completo" e sugeriu o mesmo em uma postagem no Tumblr de julho de 2018. No entanto, até outubro de 2021, nada novo havia sido lançado.

## Outras mídias

### Curta "Bad Luck Jack"
Após uma campanha de crowdfunding em seu Patreon, em 30 de setembro de 2020, Medrano lançou um curta animado de 12 minutos em seu canal do YouTube, intitulado "Bad Luck Jack", apresentando vários personagens da webcomic, com músicas de Gooseworx. Recebeu milhões de visualizações. Medrano disse que o curta era "muito especial" para ela. Duas canções do curta, "Make a Start" e "The Curse" foram escritas por Sam Haft, enquanto Parry Gripp escreveu a canção "Monster Fighting Time". Para o curta, Bryson Baugus fez a voz de Jack, Joe Zieja fez a voz de Zill, Reba Buhr fez a voz de Kayla e Cristina Vee fez a voz de Kayla cantando. O curta foi co-escrito por Medrano e Amanda Heard.

## Recepção
Larry Cruz da CBR comparou a jornada da protagonista Cameron a Charlotte Brontë de Jane Eyre. Cruz também elogiou o estilo artístico de Medrano como "visualmente atraente", chamando-o de não convencional como um "desenho animado de John Kricfalusi" e chamou a narrativa de "decente". Ele também criticou o arco de Cameron superando seu intenso medo de animais como "um pouco apressado", e disse que os designs dos personagens animais são muito semelhantes entre si. Wolf Asher do Furry Times classificou a história como única, acrescentando que cabe ao leitor classificá-la como boa ou ruim, elogiou o estilo artístico e argumentou que a história é bastante "diversa", tornando-a uma história em quadrinhos que você "ou ama ou odeia".
Dan Short, da Animated Views, diferenciou o curta de animação "Bad Luck Jack" de Hazbin Hotel e Helluva Boss, dizendo que é "equivalente a um programa do Disney Channel como High School Musical" porque é "saudável, super manso, não contém referências sexuais e não contém palavrões", tornando-o family-friendily. Short também escreveu que o curta é visualmente atraente e poderia servir como uma introdução para aqueles que não estão familiarizados com os quadrinhos. Ele afirmou que Kayla se destaca por seu sotaque australiano, e elogiou o elenco de voz e os números musicais. Short concluiu chamando o curta de "perfeitamente agradável".

### Prêmios
O curta de animação "Bad Luck Jack" foi indicado ao Prêmio Ursa Maior na categoria "Melhor Curta Dramático" no ano de 2020 e ganhou o prêmio nessa categoria. Os prêmios Ursa Maior são dados no campo de trabalhos do fandom furry e são os principais prêmios focados no antropomorfismo. Também foi listado como um "Curta Recomendado" no site da premiação.